# 崎子腳 (高雄市)
崎子腳，原寫為崎仔腳，是臺灣高雄市鳥松區的一個傳統地域名稱，也是全區大部分行政機關所在地，位於該區中部。相較於今日行政區，其範圍大致包括鳥松里東半葉不含其東部中央地帶及東南部凸出部分的西南側、夢裡里東北大半葉的南部邊界地帶中至東段、坔埔里西北部邊界地帶中段，以及鳳山區的忠誠里東北半葉的西北部。
本地區境內主要聚落為崎仔腳、埔占園、三欉竹，設有鳥松國中。

## 歷史
台灣日治初期，崎子腳地區為一街庄，稱為「崎仔腳庄」（舊制街庄），隸屬於赤山里。該庄昔日北與十九灣庄為鄰，東與坔埔庄、大腳腿庄為鄰，南邊為牛潮埔庄、赤山庄，西邊為鳥松腳庄、夢裡庄。
1901年（日治明治三十四年）11月11日，全台廢縣廳改設二十廳，該庄隸屬於鳳山廳。1904年（明治三十七年）5月3日，該庄編入「赤山區」，隸屬於鳳山廳。1909年（明治四十二年）10月25日，全台合併二十廳為十二廳，赤山區改隸屬於臺南廳。1920年（大正九年）10月1日，全台地方制度大改正，廢十二廳改設五州二廳，該庄改制並雅化為「崎子腳」大字，隸屬於高雄州鳳山郡鳥松庄（新制街庄）。
戰後鳥松庄改制為鳥松鄉，隸屬於高雄縣，大字亦改制為村。1950年（民國39年）10月1日，高、屏分治，鳥松鄉仍隸屬於高雄縣。2010年（民國99年）12月25日，高雄縣、市合併為直轄高雄市，鳥松鄉改制為鳥松區，村亦改制為里。

## 聚落
本地區發展較早的聚落為崎子腳、埔占園，在日治初期的官方地圖上已有記載。此外，本地區尚有三欉竹聚落。

## 交通
市道183號是楠梓至五甲的道路，經過本地區南半葉的三欉竹聚落。由該道路北行可前往仁武區、楠梓區，並止於楠梓市區的省道台22線路口；南行可前往鳳山區，並止於鳳山區與前鎮區邊界地帶的省道台17線路口。
市道183乙線是鳥松至鳳山的道路，其東北側端點（起點）位於本地區西部近邊界地帶的市道183號路口。由此向西南西可前往三民區東端、鳳山區西端，並止於省道台1戊線路口。
區道高56線是鳥松至坔埔的道路，經過本地區中部略偏北地帶。
區道高58線是三欉竹至水寮的道路，其西側端點（起點）位於本地區南半葉中部、三欉竹聚落北側的市道183號路口。

## 學校
- 鳥松國中

## 公務機關
- 鳥松區公所
- 高雄市鳥松戶政事務所
- 高雄市政府警察局仁武分局鳥松分駐所隊